# Ostrea
Ostrea es un género de moluscos bivalvos marinos del orden Ostreoida, conocidos popularmente como ostras. Poseen dos valvas casi circulares y desiguales, y están consideradas como uno de los mariscos comestibles más apreciados. Incluye varias especies, siendo Ostrea edulis la más conocida. Algunas especies son capaces de producir perlas en el transcurso del tiempo, que se forman a partir de partículas que se sedimentan en la ostra (generalmente partículas de arena) formando con el tiempo una piedra preciosa. Existen diferentes tipos de perla dependiendo del sedimento acumulado.

## Características
Las ostras son organismos filtradores que succionan el agua con el batir de cilios. El plancton y las partículas suspendidas del alimento quedan atrapados en el moco de las papadas y son transportados a la boca, donde se comen, se digieren y se expelen como las heces o pseudofeces. La actividad alimentaria de las ostras es mayor cuando la temperatura del agua está sobre los 10 °C. Las ostras sanas consumen las algas y otros alimentos flotantes, llegando a filtrar cada una de ellas hasta cinco litros de agua por hora.
Los científicos piensan que la población de ostras de la bahía de Chesapeake, en su apogeo, filtraban históricamente el volumen entero del agua del estuario de exceso de alimentos cada tres o cuatro días. Hoy el proceso tomaría casi un año. Los sedimentos, la materia orgánica que sirve de alimento y las algas pueden causar problemas en las masas de agua. Las ostras filtran estos agentes contaminadores, comiéndolos o formando con ellos paquetes pequeños que se depositan en el fondo, donde resultan inocuos. Las ostras respiran como los peces, usando branquias y la capa externa que las recubre. La capa se alinea con muchos vasos sanguíneos diminutos, de paredes delgadas que extraen el oxígeno del agua y expelen el dióxido de carbono. Un corazón pequeño con tres cámaras, que está oculto debajo del músculo abductor, es el encargado de bombear la sangre descolorida, con su fuente de oxígeno, a todas las partes del cuerpo. Al mismo tiempo dos riñones situados en la superficie inferior del músculo purifican la sangre de cualquier residuo que hayan recogido. Las ostras tienen sexos separados, sin embargo, pueden cambiar el sexo una o más veces durante su vida.  Las gónadas, órganos responsables de producir los huevos y el esperma, rodean los órganos digestivos y se componen de gametos, túbulos de ramificación y tejido fino conectivo. No es posible diferenciar los machos de las hembras basándose solo en el examen de sus conchas.

## Ostras como alimento

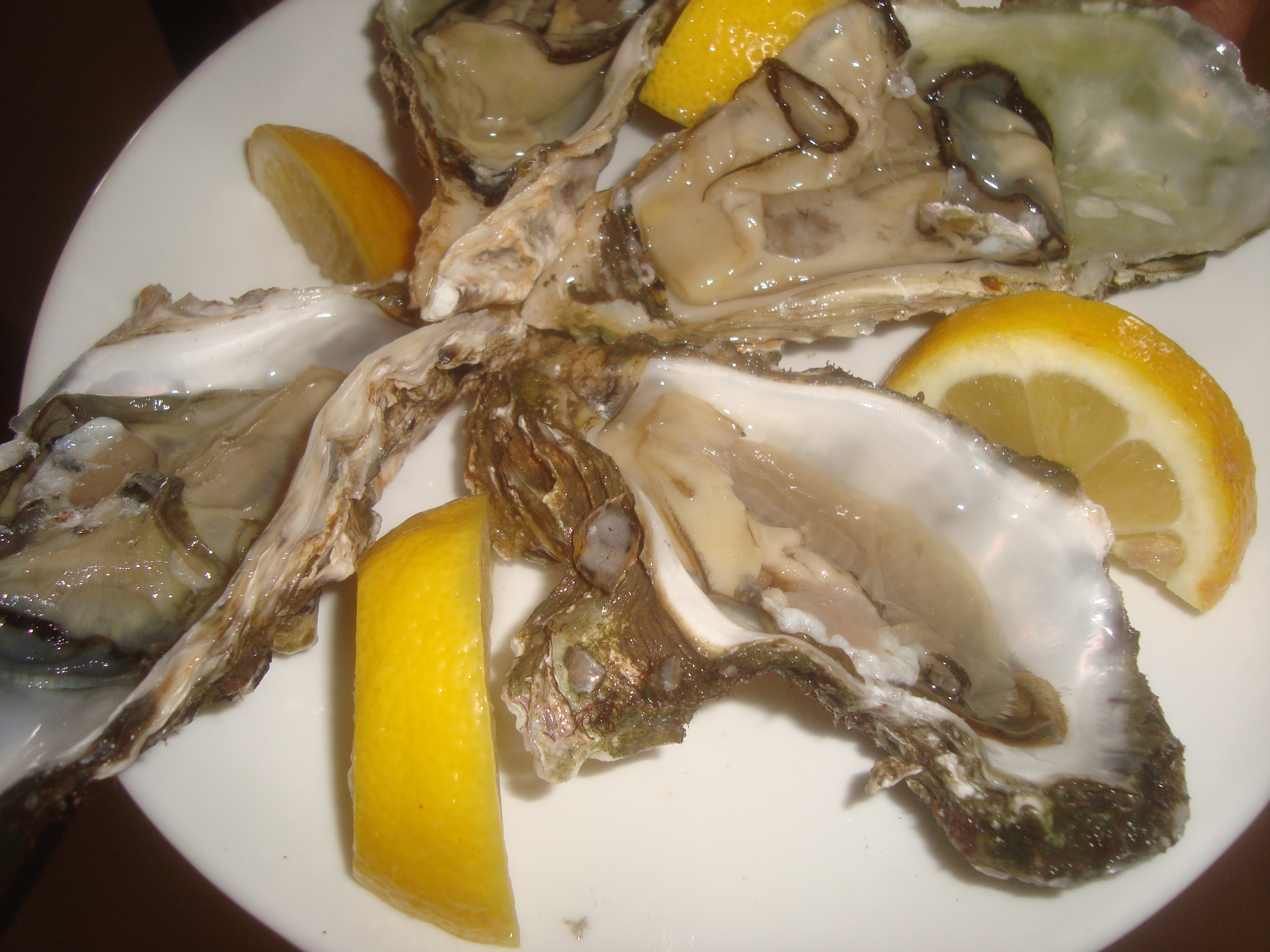
Ostras (España)

El escritor satírico irlandés Jonathan Swift dijo que «el primer hombre que se atrevió a comer una ostra fue valiente», pero es posible que el consumo de ostras por los humanos pudiera llegar a la prehistoria, quizás por las evidencias de recolectores de ostras encontrados en todas las culturas cercanas al mar. Hay que pensar que las ostras pudieron haber sido una forma de alimento en las áreas costeras, y que junto con la industria pesquera pudieron haber sido una importante fuente de ingresos económicos. Es muy posible que la sobrepesca y la presión de la contaminación hayan hecho que su producción haya disminuido a cantidades casi ridículas para el consumo en algunos lugares; no obstante, sigue siendo popular en algunas ciudades costeras donde se llegan a celebrar incluso los festivales de las ostras.
Las ostras figuran entre los alimentos exóticos de pocas culturas; no obstante, es un alimento de gusto adquirido, ya que se necesita algún entrenamiento antes de ser apreciado. Desde el punto de vista nutritivo es un alimento rico en zinc, uno de los nutrientes requeridos para la producción de la testosterona.

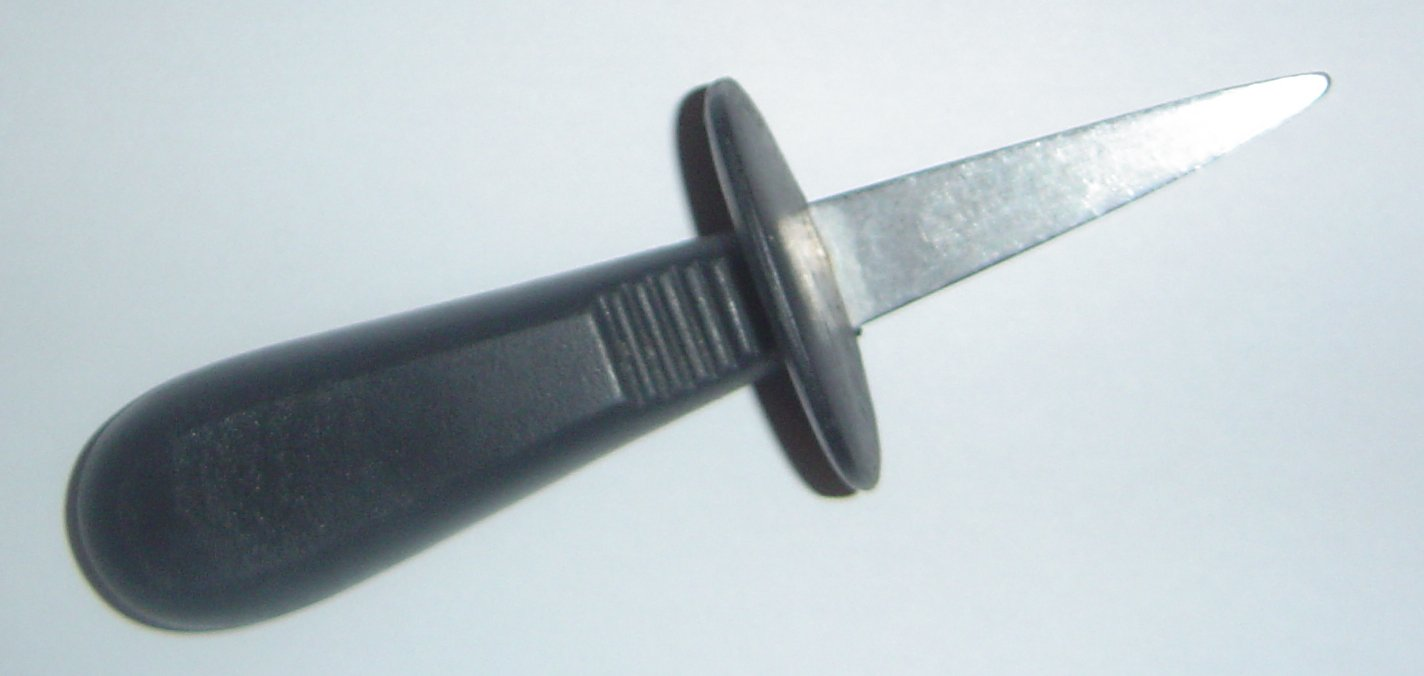
Cuchillo especial para abrir ostras.
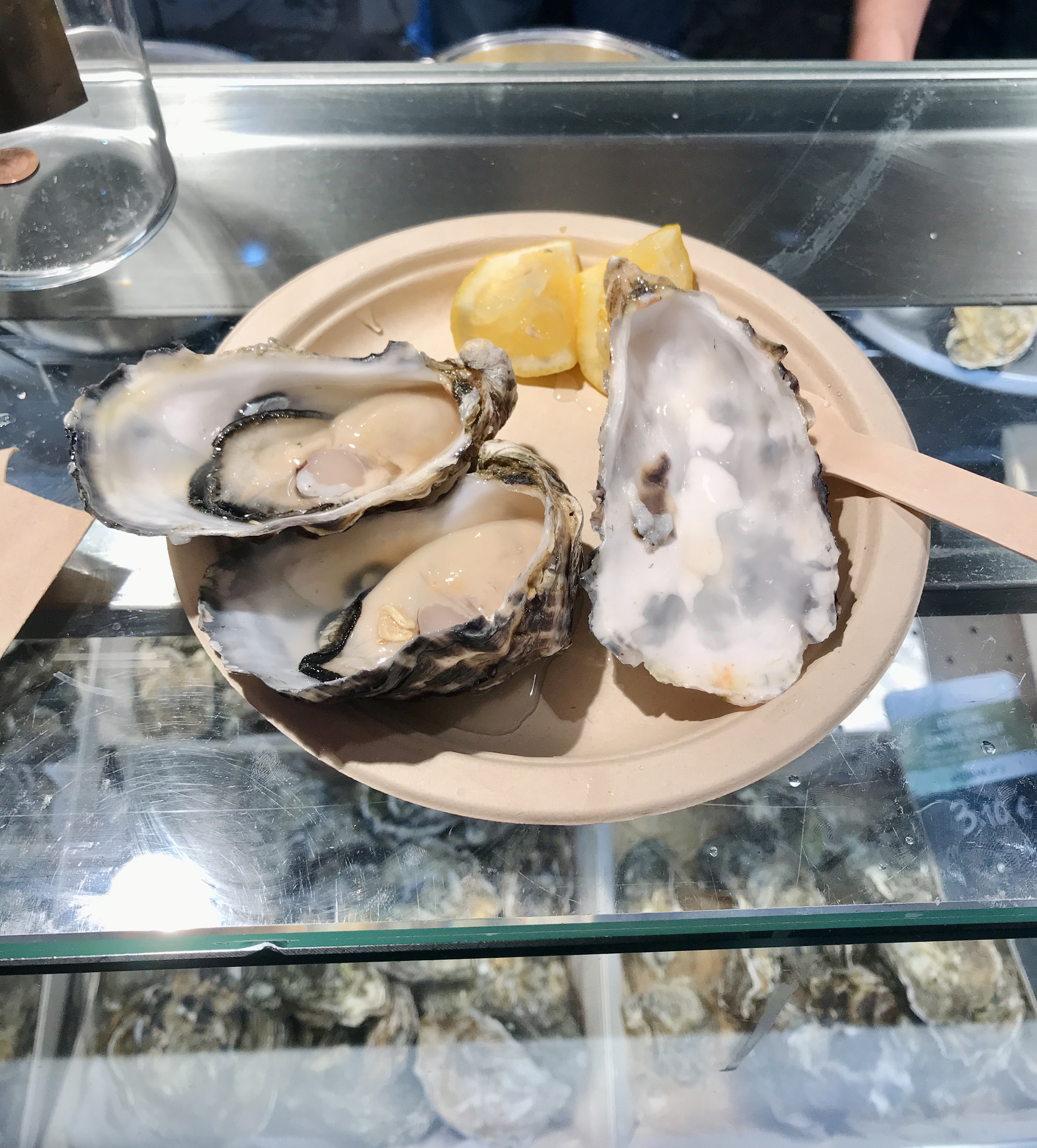
Ostras servidas en Mercado de San Miguel, Madrid, España.
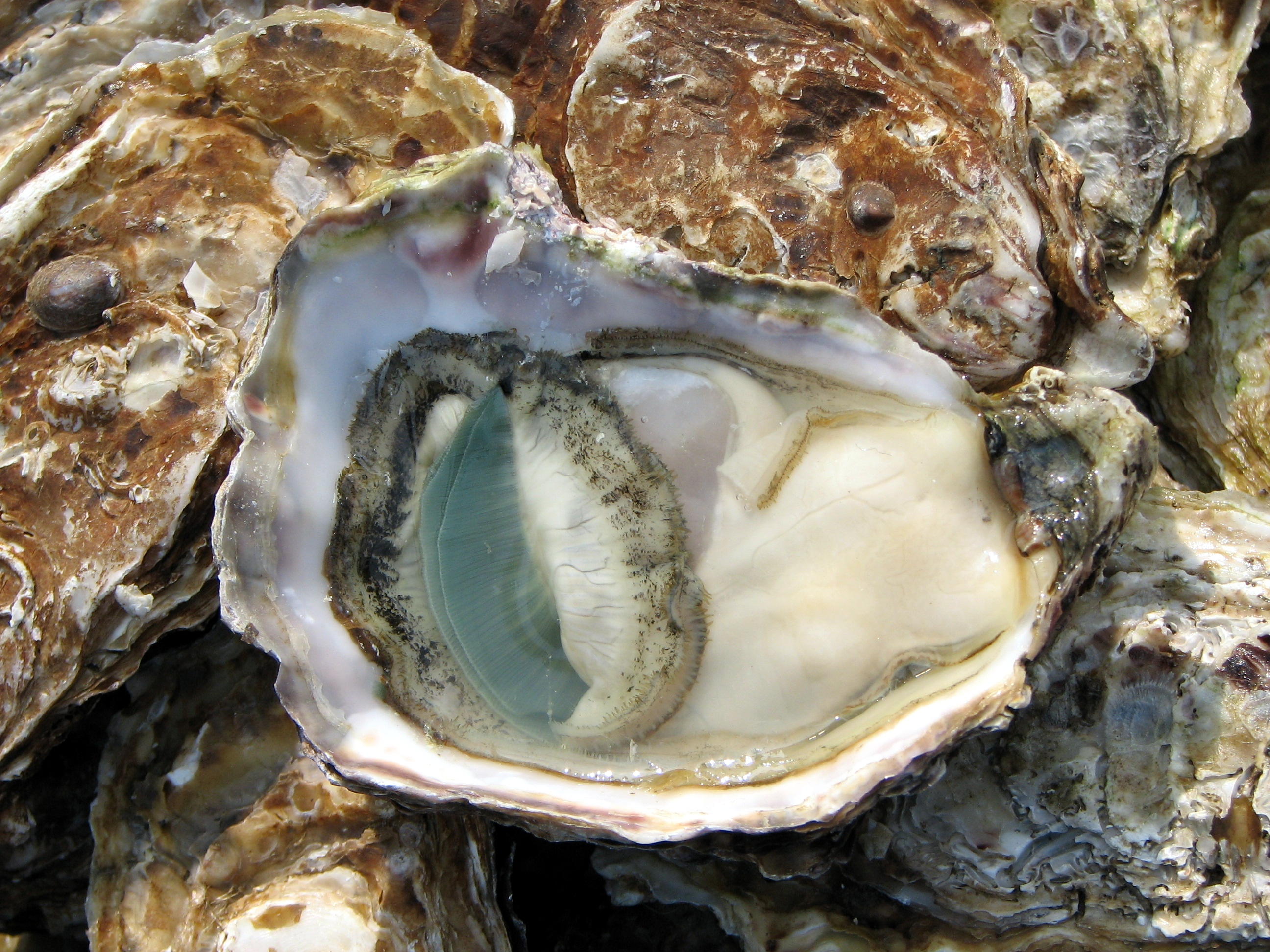
Ostra abierta para consumir.
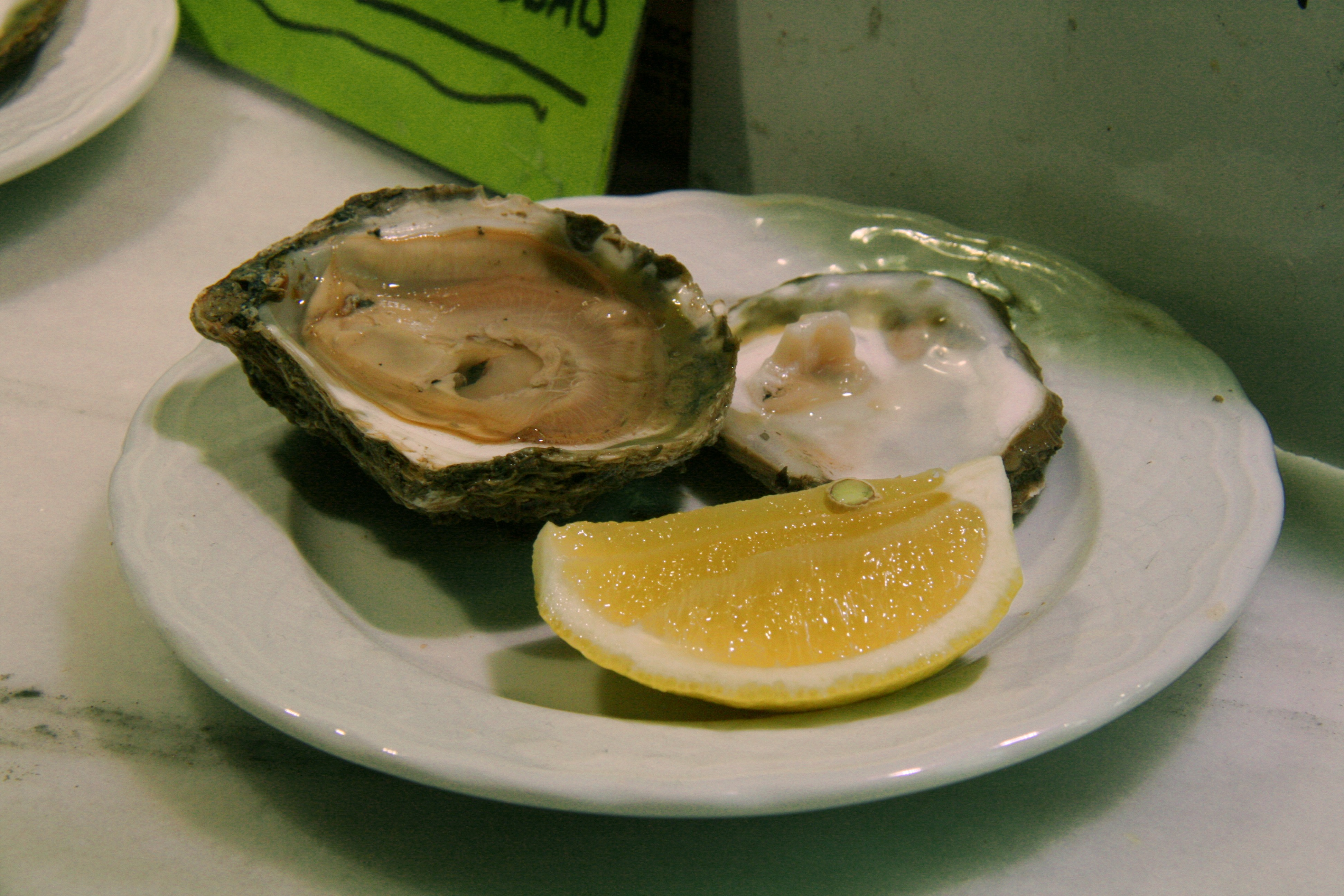
Ostra española.

### Captura y cultivo
Las ostras pueden capturarse en el fondo de los mares tomándolas de sus camas. En las aguas poco profundas se capturan a mano o con pequeños rastrillos. En aguas más profundas se emplean rastrillos con brazos más alargados para poder llegar al fondo. En algunas áreas se realiza de manera mecánica la recolección con una especie de dragado, esta operación aunque requiere de poca mano de obra y permite sacar mayor cantidad de ostras en un intervalo de menor tiempo, es cierto que daña considerablemente el fondo marino. Es por esta razón por la que desde el año 1965 se viene regulando la captura de ostras por dragado del fondo marino.
En Chile en general la ostra se recolecta artesanalmente desde el fondo marino. Sin embargo, existen también criaderos donde se cultivan logrando así tener ostras todo el año, incluso en las épocas de veda. En sectores de aguas marinas especialmente escogidas, protegidas de fuertes corrientes y alejadas de la contaminación de poblados cercanos, se emplazan los criaderos de ostras. Se anclan balsas de las cuales se cuelgan grandes racimos de ostras de cholga u otro tipo de conchas grandes. En estas conchas se adhieren las semillas de ostras, las cuales después de 3 años alcanzan el tamaño adecuado para ser cosechadas y comercializadas.